# John Forrester
Pour les articles homonymes, voir Forrester.
John Forrester (né le 25 août 1949 et mort le 24 novembre 2015) est un historien de la psychanalyse et des sciences, britannique. Ses travaux  principaux ont porté sur la psychanalyse, son histoire, son épistémologie, et ses rapports à la psychiatrie, les sciences humaines, le genre et la culture.

## Parcours
Né et élevé à Londres, Forrester a fréquenté la Haberdashers 'Aske's Boys' School de 1960 à 1966 et a étudié les sciences naturelles et l'histoire des sciences au King's College de Cambridge de 1967 à 1970 avec Gerd Buchdahl, Mary Hesse et Robert M. Young. De 1970 à 1972, il a suivi le cursus d'histoire des sciences de Thomas Kuhn, Gerald Geison, Theodore M. Brown et Charles Coulston Gillispie à l'Université de Princeton. Chercheur associé, puis titulaire, au King's College de 1976 à 84, il a également poursuivi ses recherches à Vienne (1975) et à Paris (1977-1978), rattaché à l' École normale supérieure. Il a été particulièrement influencé par les conférences de Michel Foucault au Collège de France. En 1984, il a été nommé maître de conférences en histoire et philosophie des sciences à Cambridge, a été promu lecteur en 1996 et professeur en 2000. Il y a dirigé un département de recherche de 2007 à 2013.
John Forrester a également été professeur invité à l'Institut de logique et d'épistémologie des sciences humaines de l'université de Campinas, Brésil (1988) ; professeur invité à lInstitut für Wissenschafts- und Technikforschung, Université de Bielefeld en Allemagne (1997) ; chercheur au Getty Research Institute in the History of Art and the Humanities, Santa Monica, Californie (1998) ; Whitney J. Oates Fellow du Conseil des sciences humaines et du programme d'histoire des sciences, Université de Princeton (2001) ; professeur invité au Schaffner, Franke Institute for the Humanities, Université de Chicago (2003) ; professeur à l'Ittingen Summer School, Kartaus Ittingen, en Suisse (2004) ; directeur d'études invité, à l'École des hautes études en sciences sociales (2006) ; il a enseigné à la School of Criticism and Theory lorsqu'elle était située au Dartmouth College (1995).
Il a été rédacteur en chef de la revue Psychoanalysis and History de 2005 à 2014.

## Travaux
Une grande partie de ses recherches a été consacrée à l'histoire de la psychanalyse et à la vie et à l'œuvre de Sigmund Freud ; il a également étudié le travail de Jacques Lacan pendant de nombreuses années, notamment en co-traduisant deux séminaires de Lacan.
Selon Anne Ber-Schiavetta, John Forrester « a travaillé à inscrire le domaine de l’histoire de la psychanalyse non seulement dans son histoire propre, mais dans l’histoire des sciences humaines, dans celle des sciences en général et, encore au-delà, dans l’histoire de la pensée et de la culture contemporaines ».
Il publie sa thèse en 1980 sous le titre, Language and the Origins of Psychoanalysis qui discute l'influence considérable de la linguistique, de la neurologie (notamment au travers des aphasies) à la philologie, sur le développement de la psychanalyse de Freud.
Freud's Women co-écrit en 1992 avec Lisa Appignanesi, a exploré le rôle que les femmes ont joué dans le travail de Freud et l'histoire de la psychanalyse, des patientes aux praticiens, y compris les vastes débats sur la nature de la féminité dans le travail de Freud, au cours de sa vie et dans le féminisme de la deuxième vague des années 1960 et 1970.
Il a également publié plusieurs recueils d'articles.
- The Seductions of Psychoanalysis : Freud, Lacan and Derrida en 1990.

- Dispatches from the Freud Wars : Psychoanalysis and its Passions en 1997, sur les Freud Wars, dans lesquelles il répond à certaines critiques contemporaines de la psychanalyse (Stanley Fish, Adolf Grünbaum, Frederick Crews, Frank Sulloway), critiquant, selon Sonu Shamdasani leurs « conceptions dépassées de la science », et « la stérilité de débats contemporains concernant le statut scientifique de la psychanalyse »[5],[6].

- Truth Games, Lies, Money, and Psychoanalysis en 1997.

- Thinking in Cases, publié peu de temps après sa mort, où il s'est particulièrement intéressé à l'étude de cas, en épistémologie et en psychanalyse, dont l'article le plus notable est « If p then what? Thinking in cases »[7].

Son dernier livre, Freud in Cambridge (co-écrit avec Laura J. Cameron) a été achevé avant sa mort et a été publié en 2017. Il documente la réception de la psychanalyse au Royaume-Uni, au début du XXe siècle, à travers l'université de Cambridge.

## Vie personnelle
Forrester était marié à Lisa Appignanesi ; leur fille est Katrina Forrester, professeure adjointe en théorie politique à l'université Harvard ; son beau-fils est le cinéaste Josh Appignanesi. John Forrester est mort le 24 novembre 2015 d'un cancer.

## Publications
- Language and the Origins of Psychoanalysis, Londres: Macmillan/New York: Columbia University Press, 1980 ; (fr) Le langage aux origines de la psychanalyse, traduit de l'anglais par Michelle Tran Van Khai, préface de Pierre Fédida : « Une histoire du présent », Paris, Gallimard, collection : Connaissance de l'inconscient, 1984,  (ISBN 2-07-025492-5)
- The Seductions of Psychoanalysis. Freud, Lacan and Derrida, Cambridge, Cambridge University Press, 1990
- avec Lisa Appignanesi, Freud's Women, Londres, Weidenfeld & Nicolson, [1992] 3e édition Orion, 2005
- Dispatches from the Freud Wars. Psychoanalysis and its Passions, Cambridge: Harvard University Press, 1997  (ISBN 978-0-674-53960-0).
- Truth Games. Lies, Money, and Psychoanalysis, Cambridge, MA: Harvard University Press, 1997  (ISBN 0-674-53962-1)
- Thinking in Cases, Wiley, New York, coll. « Polity », 2016,  (ISBN 978-1-509-50862-4)
- avec Laura Cameron (2017) Freud in Cambridge, Cambridge: CUP

### Traductions / édition
- Lacan, Jacques, The Seminar. Book I. Freud's Papers on Technique. 1953–54, éd. Jacques-Alain Miller, trad et notes. de John Forrester, Cambridge: C.U.P/New York: Norton, 1988.
- Lacan, Jacques, The Seminar. Book II. The Ego in Freud’s Theory and in Psychoanalytic Technique 1954–55, éd. Jacques-Alain Miller, trad. Sylvana Tomaselli, notes de John Forrester, Cambridge: C.U.P./New York: Norton, 1988.